# Estación de Pont d'Esplugues
Pont d'Esplugues es una estación de las líneas T1, T2 y T3 del Trambaix. Está situada sobre la avenida de Cornellá en Esplugas de Llobregat. Esta estación se inauguró el 3 de abril de 2004.
Actualmente está en fase de estudio-construcción la prolongación de la línea 3 del metro de Barcelona, donde tendrá parada en esta estación. La futura estación del metro se llamará Esplugues Centre, estará a 30 metros de profundidad y estará construida "entre pantallas". Se ubicará en la plaza del Ayuntamiento (plaza de Santa Magdalena), bajo la calle Laureà Miró. La estación tendrá dos accesos y estará equipada con escaleras mecánicas y ascensores.